# Ctesias mroczkowskii
Ctesias mroczkowskii – gatunek chrząszcza z rodziny skórnikowatych i podrodziny Orphilinae.
Gatunek ten opisany został w 2014 roku przez Jiříego Hávę i Marcina Kadeja na podstawie 4 okazów. Epitet gatunkowy nadano na cześć Macieja Mroczkowskiego.
Chrząszcz o owalnym i wypukłym ciele długości między 3,6 a 4,2 mm. Wierzch ciała porastają włoski ciemnobrązowe i białe, spód zaś brązowawe i białe. Głowa z dużymi oczami złożonymi, przyoczkiem środkowym i 10-członowymi, brązowymi czułkami. Przedplecze jest czarne, ciemnobrązowo owłosione. Na ciemnobrązowych pokrywach występują trzy poprzeczne, rude pasy oraz włosy obu kolorów. Punktowanie pokryw jest większe niż przedplecza. Paramery samca są U-kształtne z nieco zakrzywionymi do wewnątrz wierzchołkami.
Owad palearktyczny, znany tylko z afganistańskiej prowincji Ghazni, z wysokości 2000–3000 m n.p.m..